# Klärgrube
Die Klärgrube (auch Faulgrube, Faultank, Abortgrube, Versitzgrube, durchflossener Faulbehälter, Faulbecken für Abwasser, Faulbecken) ist im Gegensatz zur Jauche- oder Güllegrube eine Grube zur behelfsmäßigen Reinigung kleiner Abwassermengen für einzelne, nicht an die öffentliche Kanalisation angeschlossene Häuser. Sie ist die älteste sowie baulich einfachste Form der Abwasserbehandlung. Ihr Betrieb ist seit 2016 (außer als abflusslose Sammelgrube, s. u.) in Deutschland aus Gründen des Umweltschutzes verboten.
Eine abflusslose Klärgrube mit durchlässigen Wänden und Boden wird Sickergrube genannt.

## Bau und Funktion

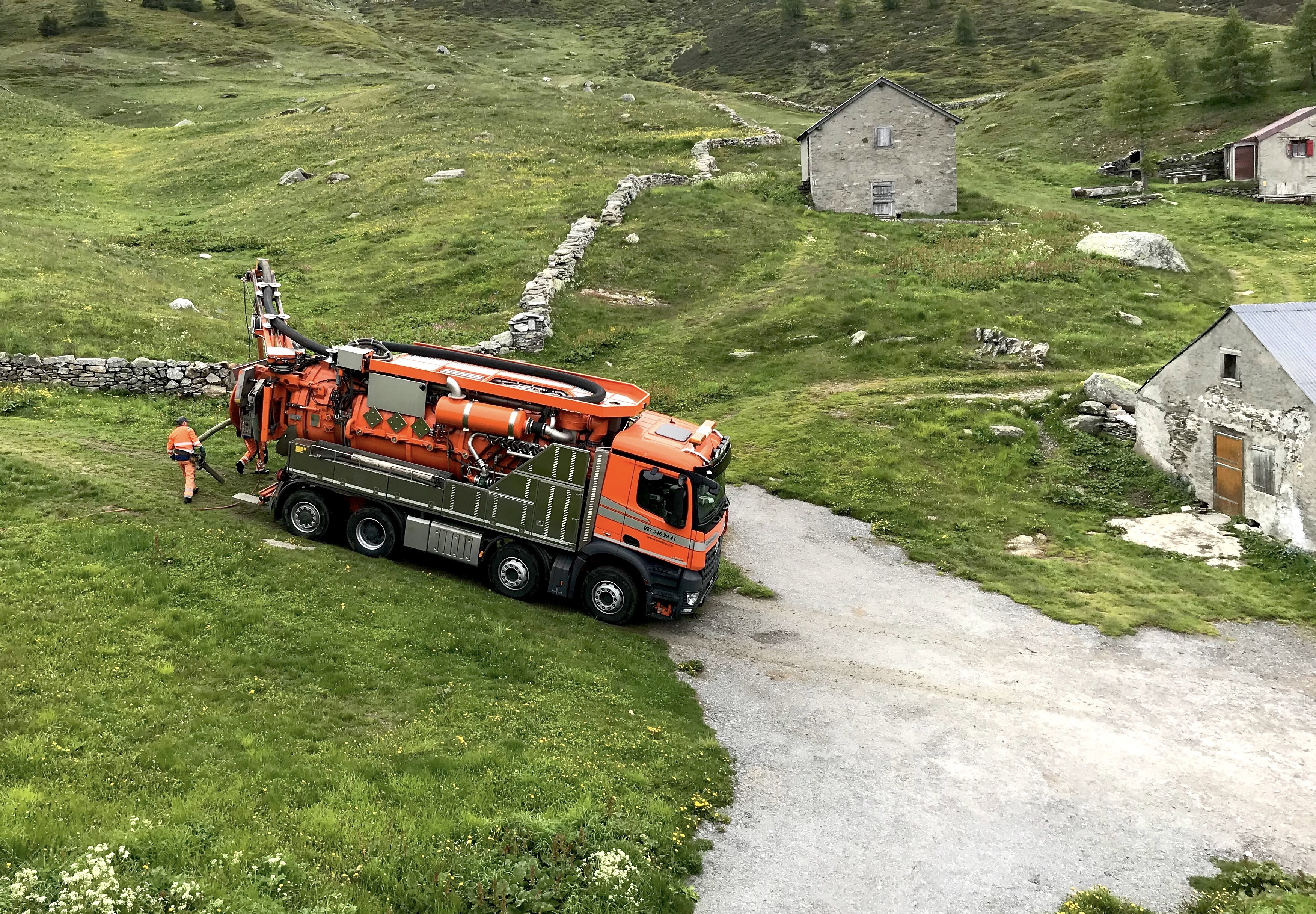
Saugwagen auf dem Simplonpass

Eine Klärgrube funktioniert nach dem Prinzip der Ablagerung. Demnach besteht sie aus einer Grube mit einem Behälter, in dem die wasserfremden Bestandteile des Abwassers, die schwerer sind, im stehenden Wasser durch ihr Eigengewicht nach unten sinken und sich am Boden als Klärschlamm ablagern (Sedimentation). Das überstehende Wasser wird dabei entweder regelmäßig von einem Saugwagen abgesaugt, in ein Gewässer abgeleitet oder versickert im Erdboden.
Aufwändigere Klärgruben bestehen aus drei Kammern. In solch einer modernen Drei-Kammer-Klärgrube wird das Abwasser anaerob zersetzt. Daher finden sich dort keine Kot- und Toilettenpapierreste; diese Gruben können in ihrer Reinigungsleistung fast mit Kleinkläranlagen mithalten, abgesehen vom Nitratgehalt des geklärten Abwassers.

## Wirksamkeit der Abwasserreinigung
Das Abwasser wird durch die Ablagerung (Sedimentation) zwar geklärt, viele schädliche Stoffe bleiben aber im Wasser. Problematisch ist vor allem der durch Fäulnisprozesse entstandene im Wasser gelöste Stickstoff. Stickstoff und Bakterien, die sich im Verlauf der Zersetzungsprozesse des organischen Materials stark vermehren, belasten Boden und Gewässer, in welche sie eingeleitet werden.
Die modernen Drei-Kammer-Klärgruben waren etwas effektiver als die älteren Einkammergruben, die meist nur einen Überlauf besaßen. Eine gründliche und ausreichend umweltfreundliche Reinigung war aber auch mit diesen Klärgruben nicht zu erreichen.

## Verbreitung
Vor 1990 war in vielen ostdeutschen Kleinstädten die Klärgrube eine häufige Form der Abwasserbehandlung. Nach der deutschen Wiedervereinigung wurde der Anschluss möglichst aller Grundstücke an die öffentliche Kanalisation angestrebt, da die öffentlichen Kläranlagen eine gründlichere Abwasserreinigung ermöglichen. Klärgruben fanden sich bis zur Jahrtausendwende daher nur noch in abgelegenen Orten oder bei Gebäuden außerhalb von Ortschaften, wo der Bau eines Anschlusses an die öffentliche Kanalisation zu aufwändig oder aus topographischen Gründen nicht möglich wäre. Laut einer bayernweiten Fragebogenerhebung zum Jahreswechsel 2020/2021 gab es zum Zeitpunkt der Erhebung insgesamt 20.273 Abwassersammelgruben in Bayern.
Obwohl sich die Gewässerqualität seit den 1980er Jahren wieder stark verbessert hat, forciert die EU seit 2001 bei europäischen Flüssen und Seen den Gewässerschutz. Es sollten keine Abwässer mehr in Flüsse und Seen geleitet werden, die zu starken Veränderungen des Wassergleichgewichts und zur Bedrohung der natürlichen Flora und Fauna im Gewässer führen. Im Jahr 2015 trat schließlich das Betriebsverbot von Klärgruben in Kraft.
Zulässig sind in Deutschland seitdem nur noch sogenannte abflusslose Abwassersammelgruben, deren Inhalt von einem Entsorgungsunternehmen in regelmäßigen Abständen ausgepumpt und zum Klärwerk transportiert wird. Zur Vermeidung der kostspieligen Entsorgung, die nur von Unternehmen mit entsprechender Genehmigung durchgeführt werden darf, rüsten viele Hauseigentümer auf eine moderne Kleinkläranlage oder Pflanzenkläranlage um. Sammelgruben müssen regelmäßig auf ihre Dichtigkeit geprüft werden, damit kein Abwasser im Erdboden versickern kann.